# Calderstone Productions
Calderstone Productions é a subsidiária da Universal Music Group que administra as gravações musicais feitas pelos Beatles, originalmente de propriedade da EMI e lançadas pela Parlophone, pela Capitol ou pela Apple no período entre 1962 e 1970.
A Universal Music adquiriu o catálogo dos Beatles com a compra da EMI em 2012, juntamente com os direitos sobre suas marcas comerciais, estabelecendo a Calderstone (inicialmente denominada "Beatles Holdco Ltd.") para administrar o catálogo da banda em todo o mundo.
A subsidiária também administra as gravações solo de John Lennon, George Harrison e Ringo Starr que foram lançadas pelo selo Apple. As gravações solo de Paul McCartney, porém, pertencem à empresa MPL Communications e atualmente são distribuídas pela Capitol Records desde 2016.